# Nguyễn Trãi, Hưng Yên
Nguyễn Trãi là một xã thuộc tỉnh Hưng Yên, Việt Nam. Tên xã được đặt theo tên Nguyễn Trãi, nhà chính trị, nhà văn, nhà văn hóa, khai quốc công thần của triều đại quân chủ nhà Hậu Lê trong Lịch sử Việt Nam.

## Địa lý
Xã Nguyễn Trãi nằm phía bắc của tỉnh Hưng Yên, có vị trí địa lý:
- Phía nam giáp xã Hồng Quang.
- Phía tây giáp xã Nghĩa Dân và xã Lương Bằng.
- Phía bắc giáp các xã Ân Thi, Xuân Trúc và giáp xã Thượng Hồng của thành phố Hải Phòng.
- Phía đông giáp xã Quang Hưng và giáp xã Hải Hưng của thành phố Hải Phòng.

## Lịch sử
Ngày 16 tháng 6 năm 2025, Ủy ban Thường vụ Quốc hội ban hành Nghị quyết số 1666/NQ-UBTVQH15 về việc sắp xếp các đơn vị hành chính cấp xã của tỉnh Hưng Yên năm 2025. Theo đó, sắp xếp toàn bộ diện tích tự nhiên, quy mô dân số của các xã Đặng Lễ, Cẩm Ninh, Đa Lộc và Nguyễn Trãi thành xã mới có tên gọi là xã Nguyễn Trãi.

## Văn hóa
Hiện tại tại thôn Ấp Nhân Lý còn duy nhất 01 ngôi nhà gỗ cổ còn rất đẹp, ngôi nhà này được xây dựng vào những năm 40 của thế kỷ trước nay đang làm nhà văn hóa thôn. Theo cố chủ tịch xã Nguyễn Văn Đễ kể lại ngôi nhà này trước đây do cụ Giao xây cho con trai nhưng người con trai cụ đã hy sinh trong KC chống Pháp, sau khi hòa bình trưởng thôn có mượn lại làm nơi bình dân học vụ, nay con cháu cụ Giao đang đòi lại xong chính quyền chưa trả.

## Giao thông
Xã Nguyễn Trãi có tỉnh lộ 200 và tỉnh lộ 200D chạy qua.